# Juan Romero Alpuente
Juan Romero Alpuente (Valdecuenca, 9 de marzo de 1762-Madrid, 22 de enero de 1835) fue un político liberal español.

## Biografía
Nacido en la localidad turolense de Valdecuenca e hijo de Pedro Romero Gómez y de Josefa Alpuente, labradores acomodados, estudió primeras letras y gramática junto con su hermanastro el sacerdote Joaquín Romero Cansino en Madrid, y pasó a las universidades de Alcalá y Valencia. El 17 de mayo de 1783 se graduó en Derecho civil y el 20 del mismo mes y año se doctoró. En 1785 opositó a una prebenda doctoral en la Catedral de Albarracín, a la que renunció para trabajar primero en el estudio de abogado de Francisco Antonio Mendoza hasta 1791; y de José Antonio Fita, después.
En 1793 tomó dos cursos de cánones en Zaragoza y uno de derecho natural y de gentes en los Reales Estudios de San Isidro en Madrid. Aquí comenzó a asistir a la Academia del Espíritu Santo, donde escribió la Disertación sobre competencias, publicada en el Memorial Literario (febrero-marzo de 1786). El partido y cuadrilla de Albarracín le designó para asistir a las Juntas generales de la Mesta, origen de sus grandes conocimientos económicos. El 2 de abril de 1794 inició una larga carrera como magistrado al ser nombrado fiscal de la Audiencia de Valencia.
Su oposición al impuesto militar del capitán general le valió pena de cárcel de la que Godoy le liberó; el 8 de agosto de 1802 fue nombrado oidor de la Chancillería de Granada y gobernador de la primera Sala del Crimen en 1805; se atrevió a abrir causa contra el Regente de la Audiencia en 1807 y también contra el capitán general, responsable de la muerte de una persona; como resultado de su demasiado celo en cuestiones de justicia fue suspendido seis meses y llevado a la Audiencia de Canarias, pero la Guerra de la Independencia le evitó el traslado.
Formó parte de la Junta de Teruel y en septiembre de 1808 publicó su folleto El grito de la razón al español invencible en Zaragoza, auténtico manifiesto burgués. El 6 de febrero de 1809 Martín de Garay le nombra comisionado de la Junta Central para Jaén y Córdoba, con funciones de alistamiento y requisa de caballos fundamentalmente, que cumple con ejemplaridad, pero con varios roces con el presidente de la Junta de La Carolina, fray Alonso de la Puebla. El 25 de junio de 1809 se trasladó a Córdoba y quince días después se encontraba en la cárcel; en 1810 estuvo en Alicante y luego en Granada, donde fingió colaborar con los franceses, aunque tuvo que salir por los tejados perseguido por los enemigos. 
En 1813 se reincorpora a la Audiencia de Valencia y escribe Wellington en España y Ballesteros en Ceuta (Cádiz, Valencia y Granada, 1813), y Pensamientos diversos sobre la conservación y felicidad de la patria, 1814. Fue trasladado a la Audiencia de Castilla la Nueva, pero la derogación de la Constitución de 1812 le privó del empleo.
Marchó a Madrid pero enseguida fue confinado en Murcia, donde se hizo masón en 1816 o 1817. La fuga de Juan Van Halen, que encabezaba la masonería murciana, precipitó su detención y el 14 de febrero de 1818 se hallaba recluido en las cárceles secretas del Santo Oficio en Murcia. Desde allí escribió muchas representaciones con ayuda de su sobrino y su sirvienta; llama la atención que pida permiso en 1819 para que se le permita trabajar en la confección de un Código penal. Al triunfar la Constitución en Murcia en 1820 es liberado y designado jefe político interino durante tres meses, hasta que fue designado diputado por Aragón.
En las Cortes, entre 1820 y 1822, fue el más importante diputado liberal exaltado por sus intervenciones y por sus folletos: Discurso sobre la urgentísima necesidad de Cortes extraordinarias (Madrid, 1820, segunda edición en 1821); Discurso sobre la Suprema Junta Central de conspiradores (Madrid, 1821); Discurso sobre el ministerio actual (Madrid, 1822), Observaciones sobre la probable disolución del Estado (1823) etcétera. Su nombre masónico era Aristarco, pero figuraba ya entre los comuneros desde 1821 y presidió la Sociedad Landaburiana entre 1822 y 1823, hasta que tuvo que tomar las armas ante la invasión francesa de los Cien Mil Hijos de San Luis.
Capitulado en Cartagena, se trasladó a Gibraltar y en 1825 ya estaba en Londres; allí pasó todo tipo de privaciones e incluso hambre, ya que el gobierno inglés le había retirado el subsidio por motivos ideológicos y apenas algunos compatriotas le socorrieron. No cejó, sin embargo, de sostener sus ideas, y viajó a Lisboa aprovechando la crisis portuguesa de 1827, si bien fue inmediatamente expulsado. Con la Revolución de 1830 en Francia renacen sus esperanzas y escribe Los tres días grandes de Francia (1830), Observaciones sobre el prestigio errado y funesto del general Espoz y Mina (1830), Proclama a los aragoneses (1830), Instrucción para pláticas a los soldados, manuscrito de esa época. También escribe la Historia de la revolución de España, cuyo manuscrito vendió en 1831 y nunca se imprimió completo. Al final del exilio escribió Discurso sobre lo que con la muerte de Fernando VII sucederá en España, con dos ediciones, octubre de 1833 y enero de 1834. En abril de este último año regresa a España y el 30 de junio Teruel le nombra procurador en Cortes, pero no tenía suficientes bienes y le retiraron la acreditación; además, le metieron violentamente en la cárcel por supuesta implicación en la Conspiración de La Isabelina, pocos días después de que se produjera la matanza de frailes en Madrid de 1834; pero ante la ausencia de pruebas se le pone en libertad algunos días después; dirige una Exposición a la reina gobernadora y fallece a los pocos meses de un catarro.
Su Historia de la Revolución de España y otros escritos fue publicada en Madrid, 1989, por el Centro de Estudios Constitucionales.

## Obras
- "Disertación sobre competencias", en el Memorial Literario (febrero-marzo de 1786).
- El grito de la razón al español invencible (Zaragoza, 1808).
- Wellington en España y Ballesteros en Ceuta (Cádiz, Valencia y Granada, 1813). *Pensamientos diversos sobre la conservación y felicidad de la patria, 1814.
- Discurso sobre la urgentísima necesidad de Cortes extraordinarias (Madrid, 1820, segunda edición en 1821)
- Discurso sobre la Suprema Junta Central de conspiradores (Madrid, 1821)
- Discurso sobre el ministerio actual (Madrid, 1822)
- Observaciones sobre la probable disolución del Estado (1823)
- Los tres días grandes de Francia (1830)
- Observaciones sobre el prestigio errado y funesto del general Espoz y Mina (1830)
- Proclama a los aragoneses (1830)
- Instrucción para pláticas a los soldados, manuscrito.
- Historia de la revolución de España (Madrid, 1989)
- Discurso sobre lo que con la muerte de Fernando VII sucederá en España, dos ediciones, octubre de 1833 y enero de 1834.